# Terremoto de Şamaxı de 1902
El terremoto de Shamakhi de 1902 se produjo el 13 de febrero con una magnitud de onda superficial de 6,9 y una intensidad de Mercalli modificada máxima de IX (violento). Unas 2000 personas murieron y miles más resultaron heridas en la uyezd de Şamaxı de la gobernación de Bakú del Imperio ruso (actual República de Azerbaiyán). Alrededor de 7439 edificios resultaron dañados o destruidos en la ciudad y los pueblos de los alrededores. Shamakhi había sido devastada por terremotos anteriores en 1806, 1859 y 1872. Es uno de los terremotos más destructivos de Azerbaiyán.

## Geología
Azerbaiyán está situado en una región de subducción en la que participan las placas Arábiga y Euroasiática desde hace 5 millones de años. Como resultado, se ha formado la Gran Cáucaso . La falla de cabalgamiento principal del Cáucaso, de inclinación norte, es la responsable de la mayor parte de la interacción entre las placas. Posteriormente, hace 1,5 millones de años, el cinturón de pliegues y cabalgamientos de Kura dio cabida a la subducción. El cinturón de pliegues y cabalgamientos de Kura se extiende 275 kilómetros (170,9 mi) desde Tbilisi en Georgia hasta Shamakhi, y está formado por una serie de fallas de cabalgamiento. 

## El terremoto
El mapa isosísmico de los edificios afectados indica una ubicación del epicentro cerca de Shamakhi y la ruptura coincidió con la que se produjo en la falla de cabalgamiento de la falla de empuje de Kura. Los estudios  paleosísmicos realizados en el Raión de Aghsu revelaron la existencia de rupturas superficiales asociadas a dos terremotos. El más antiguo de los dos podría corresponder a un gran terremoto de 1668, mientras que el más joven podría reflejar el evento de 1902, que mostró un desplazamiento de 3.5 m (11 ft). Estimando un área de ruptura de 50 × 30 km², coherente con el área de grandes daños, y considerando en 3.5 m (11 ft) de deslizamiento medio, la magnitud de momento (Mw ) es de 7,4.

## Impacto
El terremoto se produjo a mediodía y Shamakhi quedó totalmente destruida. Además de la ciudad en ruinas, el seísmo también devastó 125 asentamientos cercanos. La destrucción de 4000 viviendas dejó a 20.000 personas sin hogar. Ocho mezquitass históricas, 42  iglesias, más de 10 madrasas, así como muchos edificios comerciales y tiendas quedaron destruidos. En los pueblos de las afueras de la ciudad, más de 3000 casas, muchas mezquitas y granjas fueron arrasadas. Los daños se agravaron por los incendios provocados por la gente al cocinar; destruyó muchas estructuras que seguían en pie. La destrucción de Shamakhi se atribuyó a las condiciones húmedas del suelo y a los materiales de construcción que consistían en piedras y  mortero de arcilla. Los daños fueron leves en las zonas donde vivían los cristianos porque la mayoría de las casas de estas zonas estaban construidas con madera.